# Teatr im. Heleny Modrzejewskiej w Legnicy
Teatr im. Heleny Modrzejewskiej w Legnicy – państwowy teatr dramatyczny, działający w budynku dawnego teatru-opery z połowy XIX wieku. W 1991 obiekt wpisano do rejestru zabytków.

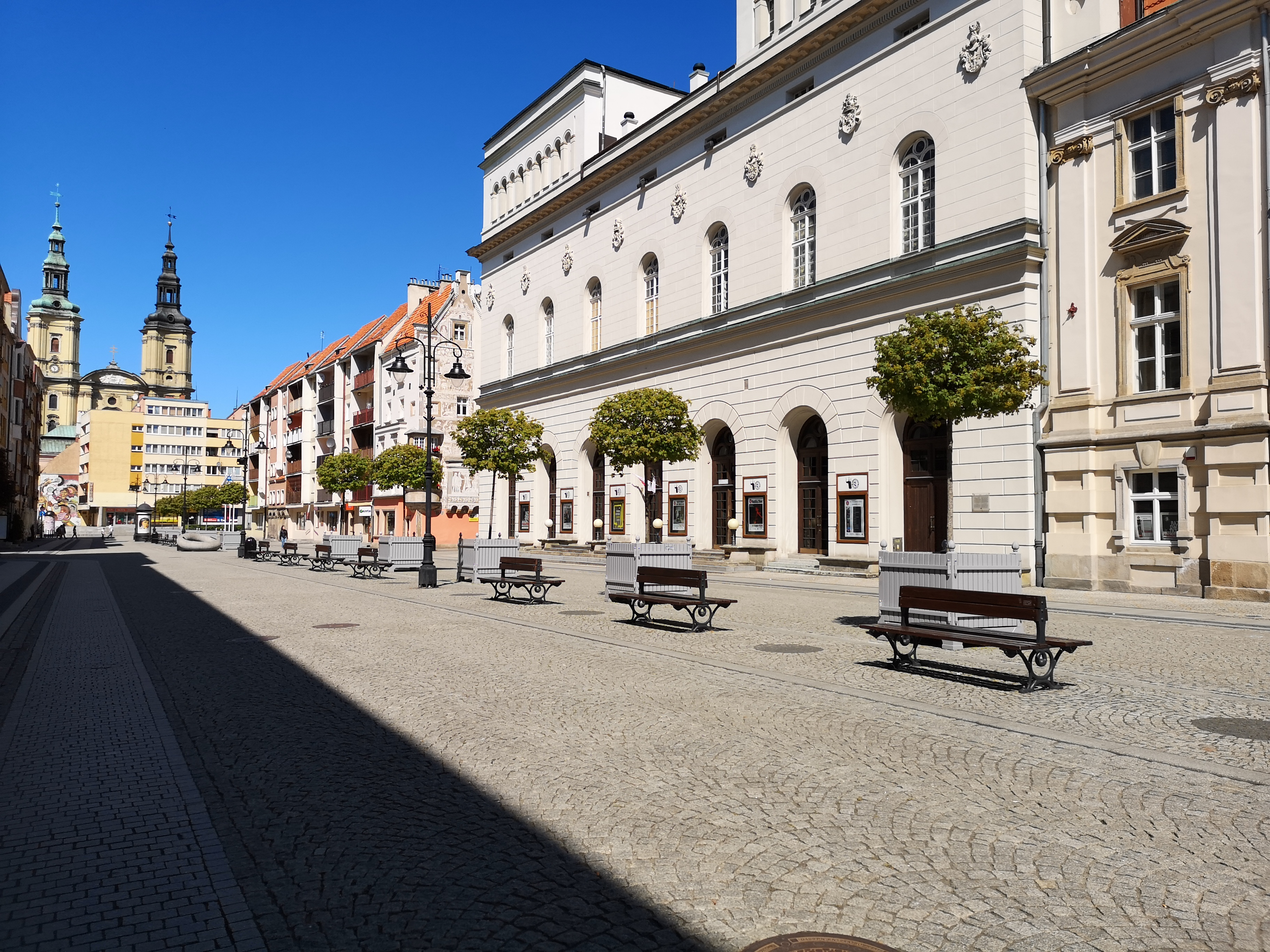
Teatr im. Heleny Modrzejewskiej w Legnicy

## Okres impresariatu
Budynek teatru w Legnicy zaprojektował Carl Ferdinand Langhans młodszy, twórca m.in. gmachu Opery Wrocławskiej. Teatr powstał w miejscu dawnych sukiennic. Pierwowzorem budowli miał być pałac Strozzich we Florencji. Uroczystemu otwarciu sceny 25 grudnia 1842 roku towarzyszyło wystawienie sztuki Friedricha Halma Syn puszczy (Der Sohn der Wildnis). Kolejnym spektaklom towarzyszyło takie zainteresowanie, że do pilnowania porządku skierowano żołnierzy z miejscowego garnizonu, co i tak nie zapobiegło awanturom i wybijaniu szyb.
Przez niemal całe pierwsze stulecie działalności w nowym gmachu teatr nie miał stałego zespołu i funkcjonował na zasadzie obsługi gościnnej (impresariatu). Wystawiano zarówno przedstawienia teatralne, jak też operowe i operetkowe.
W latach 1891–1893 nastąpiło dostosowanie budynku do przepisów przeciwpożarowych; powstały wtedy m.in. drogi ewakuacyjne i zamontowano żelazną kurtynę. Kolejną modernizację teatr przeszedł w latach 1938–1939.

## Teatr wielodziałowy
Od 1933 roku uruchomiono w Legnicy stały teatr wielodziałowy, kierowany przez intendenta. W latach 1938–1943 był nim Richard Rückert. W tym czasie wystawiano zarówno błahe farsy i operetki, ale także poważne dramaty oraz opery, w tym dzieła Wagnera. Wśród utworów dramatycznych nie brakowało ani utworów zwolenników nazizmu, ani niemieckiej klasyki (Goethe, Schiller, Lessing), ani też utworów współczesnych (np. Hauptmanna). Kres opery i teatru nastał we wrześniu 1944 roku w związku z powołaniem większości aktorów do wojska.

## Po II wojnie światowej
Zaraz po II wojnie światowej budynek teatru splądrowali żołnierze Armii Czerwonej, wynosząc wszystko, co nie było trwale przymocowane. Po 1945 teatr był przez 20 lat w wyłącznym użytkowaniu Armii Czerwonej. W 1964 budynek oddano władzom polskim, jednakże wcześniej pozbawiono go całości wyposażenia, łącznie z kurtyną i instalacją grzewczą.
Po powstaniu woj. legnickiego, istnienie teatru stało się ambicją miejscowych władz partyjnych i administracyjnych. Po zgromadzeniu niezbędnych funduszy przystąpiono do prac budowlanych, w czasie których zniszczono zabytkowy, neoklasyczny charakter wnętrz. Fasadę teatru pomalowano dopiero w noc przed oficjalnym otwarciem, korzystając z drabin strażackich podstawionych z polecenia wojewody. Otwarciu teatru 27 listopada 1977 roku towarzyszyła premiera Lata w Nohant Jarosława Iwaszkiewicza w reżyserii Józefa Wyszomirskiego.

## Współczesność
Otwarty w 1977 państwowy teatr dramatyczny do 1991 roku funkcjonował pod nazwą Teatr Dramatyczny, potem (w połączeniu z Wojewódzkim Domem Kultury i Galerią Sztuki) jako Centrum Sztuki–Teatr Dramatyczny. Od 1999 roku nosi imię Heleny Modrzejewskiej. Uczestniczy w najważniejszych krajowych przeglądach i festiwalach, zdobywając prestiżowe nagrody (m.in. w Konkursie na Wystawienie Polskiej Sztuki Współczesnej, Festiwalu Sztuki Reżyserskiej „Interpretacje” w Katowicach, Festiwalu Szekspirowskim w Gdańsku itd.); prezentuje swoje spektakle także poza granicami kraju (Czechy, Niemcy, Wielka Brytania, Słowacja, Słowenia, Rosja i USA – 2009, Argentyna – 2013, Turcja – 2014). Misją legnickiego teatru jest przedstawianie „prawdziwych historii w prawdziwych miejscach”, np. starych halach fabrycznych czy zrujnowanym kinie. Historie te często dotyczą Legnicy, podtrzymując tym samym i utrwalając tożsamość miasta. Najważniejsze spektakle Teatru Modrzejewskiej to: Ballada o Zakaczawiu (2000, wersja TV 2002), Wschody i Zachody Miasta (2003, wersja TV 2005), Made in Poland (2004, wersja TV 2005), Otello (2006), Łemko (2007), III Furie (2011, wersja TV 2012), Orkiestra (2011, wersja TV 2013). Teatr organizował w Legnicy Międzynarodowy Festiwal Teatralny „Miasto” (2007, 2009), którego sceną były zrujnowane legnickie przestrzenie, i współorganizował Festiwal Teatru Nie-Złego (2011, 2012). W Teatrze Modrzejewskiej reżyserują tacy twórcy, jak Jacek Głomb, Lech Raczak, Piotr Cieplak, Paweł Kamza, Ondrej Spišák, Przemysław Wojcieszek.
14 listopada 2017 teatr został odznaczony Srebrnym Medalem „Zasłużony Kulturze Gloria Artis”.